# Kartouw

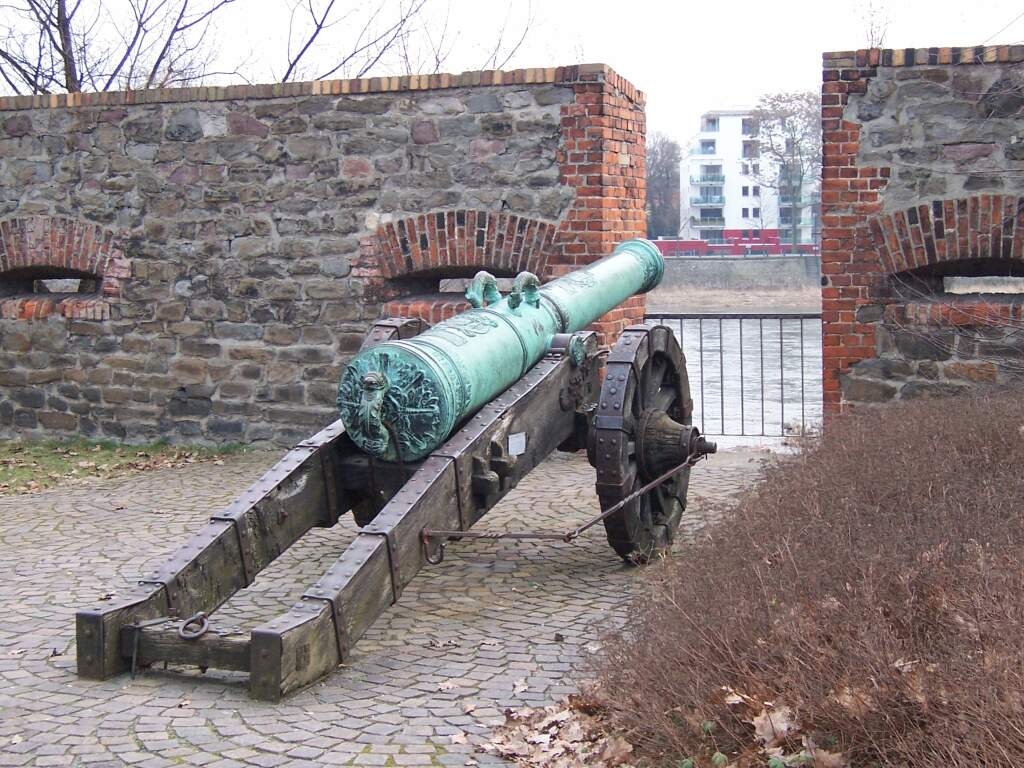
Halve kartouw

Een kartouw was een 16e/17e-eeuws gietijzeren of bronzen kanon met een relatief korte loop. Een heel kartouw was een kanon voor kogels van 48 pond, een half kartouw van 24 pond. De halve kartouwen werden meest gebruikt tijdens een veldtocht. Het was in gebruik als vesting-, belegerings-, veld- en scheepsgeschut.